# Osbornellus albocinctus
Osbornellus albocinctus är en insektsart som beskrevs av Delong 1941. Osbornellus albocinctus ingår i släktet Osbornellus och familjen dvärgstritar. Inga underarter finns listade i Catalogue of Life.